# Christianshavn (metropolitana di Copenaghen)
Christianshavn è una stazione della linea M1 e della linea M2 della metropolitana di Copenaghen.
La stazione venne inaugurata nel 2002 in sotterranea, e dispone di un parcheggio per le biciclette.

## Interscambi
Nelle vicinanze della stazione effettuano fermata alcune linee automobilistiche, gestite da Movia.
- Fermata autobus